# Castets
Castets é uma comuna francesa na região administrativa da Nova Aquitânia, no departamento Landes. Estende-se por uma área de 90,47 km². Em 2010 a comuna tinha 2 451 habitantes (densidade: 27,1 hab./km²).